# Isola Časovoj
L'isola Časovoj (in russo Остров Часовой, ostrov Časovoj) è una piccola isola russa che fa parte dell'arcipelago di Severnaja Zemlja ed è bagnata dal mare di Laptev.
Amministrativamente fa parte del distretto di Tajmyr del Territorio di Krasnojarsk, nel Distretto Federale Siberiano.

## Geografia
L'isola è situata nella parte orientale dello stretto dell'Armata Rossa (пролив Красной Армии, proliv Krasnoj Armii), 3 km a nord dell'isola della Rivoluzione d'Ottobre e 4,5 km a sud dell'isola Komsomolec.
Ha una forma arrotondata con un diametro di circa 200 m. Lungo le ripide coste, il mare raggiunge una profondità di 155 m.
Il termine russo "Часовой" può significare sia "orologio" sia "vedetta, sentinella".

## Isole adiacenti
- Isola Novik (остров Новик, ostrov Novik), a sud-est.
- Isole Diabazovye (островa Диабазовые, ostrova Diabazovye), 2 piccole isole a nord.